# Thank You (álbum de Royal Trux)
Thank You es el quinto álbum de estudio del grupo musical estadounidense Royal Trux. Fue lanzado en 1995.

## Lista de canciones
Todas las canciones fueron escritas por Neil Hagerty y Jennifer Herrema, excepto donde se marca.
Todas las canciones escritas y compuestas por Neil Hagerty and Jennifer Herrema, except where noted.. 
| N.º | Título                                                    | Duración |  |
| 1.  | «A Night to Remember»                                     | 2:32     |  |
| 2.  | «The Sewers of Mars»                                      | 3:30     |  |
| 3.  | «Ray O Vac»                                               | 4:04     |  |
| 4.  | «Map of the City» (Hagerty, Herrema, David Berman)        | 3:57     |  |
| 5.  | «Granny Grunt»                                            | 3:52     |  |
| 6.  | «Lights on the Levee»                                     | 4:28     |  |
| 7.  | «Fear Strikes Out»                                        | 3:31     |  |
| 8.  | «(Have You Met) Horror James?» (Hagerty, Herrema, Berman) | 3:54     |  |
| 9.  | «You're Gonna Lose»                                       | 2:44     |  |
| 10. | «Shadow of the Wasp» (Hagerty, Herrema, Rian Murphy)      | 6:38     |  |